# 890 Waltraut
Waltraut (asteroide 890) é um asteroide da cintura principal com um diâmetro de 27,33 quilómetros, a 2,8625676 UA. Possui uma excentricidade de 0,0535445 e um período orbital de 1 921,21 dias (5,26 anos).
Waltraut tem uma velocidade orbital média de 17,12635566 km/s e uma inclinação de 10,8576º.
Este asteroide foi descoberto em 11 de Março de 1918 por Max Wolf.